# Viagens apostólicas de papas contemporâneos
Essa é uma lista com as viagens apostólicas feitas por papas contemporâneos a partir do papa Paulo VI, o primeiro chefe da Igreja Católica a viajar de avião, até a atualidade.

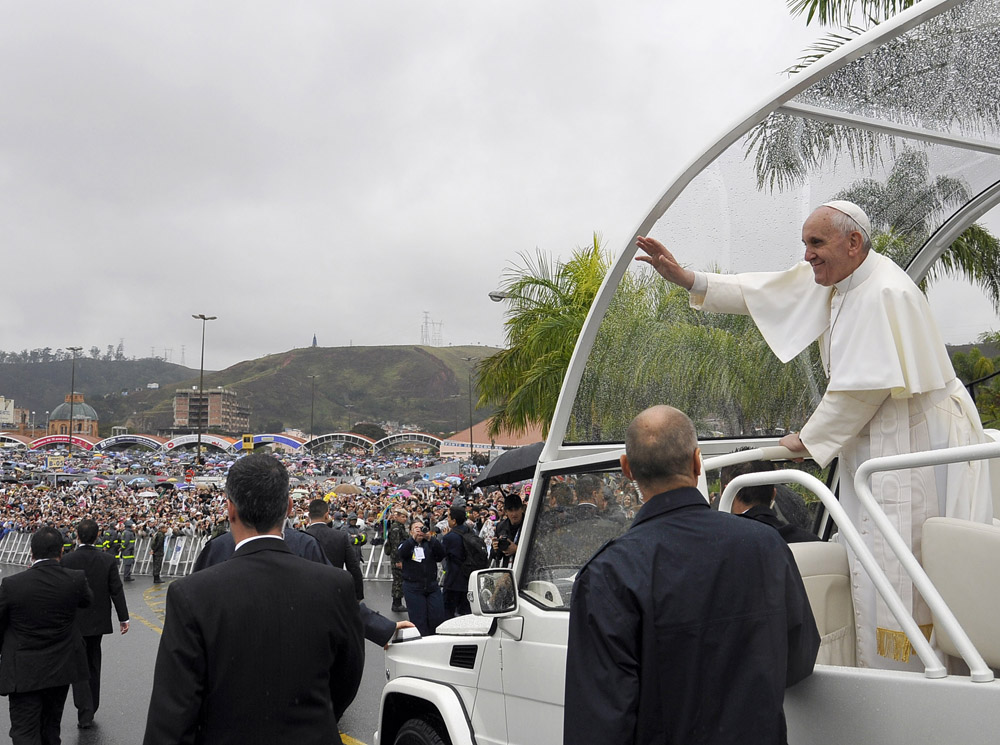
Papa Francisco acena para multidão em sua primeira viagem apostólica ao Brasil em 2013.

Os únicos papas na história recente a deixarem a Itália, local que, historicamente, é a sede do catolicismo romano, foram Paulo VI, João Paulo II, Bento XVI e Francisco.
A primeira viagem apostólica intercontinental feita por um papa na história recente aconteceu entre os dias 4 e 6 de janeiro de 1964, quando o papa Paulo VI aterrissou na Terra Santa, tornando esta uma viagem história e a primeira de centenas que viriam a ser realizadas pelos papas sucessores.
Atualmente, os países mais visitados pelos papas são a Polônia e a França com 11 viagens apostólicas cada até o momento.

## África
| País/território                |   | Papa e o ano da visita                                            |
| ------------------------------ | - | ----------------------------------------------------------------- |
| África do Sul                  | 1 | - João Paulo II 1995                                              |
| Angola                         | 2 | - João Paulo II 1992 - Bento XVI 2009                             |
| Benim                          | 3 | - João Paulo II 1982, 1993 - Bento XVI 2011                       |
| Botsuana                       | 1 | - João Paulo II 1988                                              |
| Burkina Faso                   | 2 | - João Paulo II 1980, 1990                                        |
| Burundi                        | 1 | - João Paulo II 1990                                              |
| Cabo Verde                     | 1 | - João Paulo II 1990                                              |
| Camarões                       | 3 | - João Paulo II 1985, 1995 - Bento XVI 2009                       |
| Chade                          | 1 | - João Paulo II 1990                                              |
| Congo                          | 1 | - João Paulo II 1980                                              |
| Costa do Marfim                | 3 | - João Paulo II 1980, 1985, 1990                                  |
| Egito                          | 2 | - João Paulo II 2000 - Francisco 2017                             |
| Essuatíni                      | 1 | - João Paulo II 1988                                              |
| Gabão                          | 1 | - João Paulo II 1982                                              |
| Gâmbia                         | 1 | - João Paulo II 1992                                              |
| Gana                           | 1 | - João Paulo II 1980                                              |
| Guiné                          | 1 | - João Paulo II 1992                                              |
| Guiné-Bissau                   | 1 | - João Paulo II 1990                                              |
| Guiné Equatorial               | 1 | - João Paulo II 1982                                              |
| Lesoto                         | 1 | - João Paulo II 1988                                              |
| Madagascar                     | 2 | - João Paulo II 1989 - Francisco 2019                             |
| Malawi                         | 1 | - João Paulo II 1989                                              |
| Mali                           | 1 | - João Paulo II 1990                                              |
| Marrocos                       | 2 | - João Paulo II 1985 - Francisco 2019                             |
| Maurício                       | 2 | - João Paulo II 1989 - Francisco 2019                             |
| Moçambique                     | 2 | - João Paulo II 1988 - Francisco 2019                             |
| Nigéria                        | 2 | - João Paulo II 1982, 1998                                        |
| Quênia                         | 3 | - João Paulo II 1980, 1995 - Francisco 2015                       |
| República Centro-Africana      | 2 | - João Paulo II 1985 - Francisco 2015                             |
| República Democrática do Congo | 3 | - João Paulo II 1980, 1985 - Francisco 2023                       |
| Reunião                        | 1 | - João Paulo II 1989                                              |
| Ruanda                         | 1 | - João Paulo II 1990                                              |
| São Tomé e Príncipe            | 1 | - João Paulo II 1992                                              |
| Senegal                        | 1 | - João Paulo II 1992                                              |
| Seychelles                     | 1 | - João Paulo II 1986                                              |
| Sudão                          | 1 | - João Paulo II 1993                                              |
| Sudão do Sul                   | 1 | - Francisco 2023                                                  |
| Tanzânia                       | 1 | - João Paulo II 1990                                              |
| Togo                           | 1 | - João Paulo II 1985                                              |
| Tunísia                        | 1 | - João Paulo II 1996                                              |
| Uganda                         | 5 | - Paulo VI 1969 - João Paulo II 1993, 1985, 1993 - Francisco 2015 |
| Zâmbia                         | 1 | - João Paulo II 1989                                              |
| Zimbábue                       | 1 | - João Paulo II 1988                                              |

## Américas
| País/território      |    | Papa e o ano da visita                                                                                     |
| -------------------- | -- | --- |
| Argentina            | 2  | - João Paulo II 1982, 1987                                                                                 |
| Bahamas              | 1  | - João Paulo II 1979                                                                                       |
| Belize               | 1  | - João Paulo II 1983                                                                                       |
| Bermudas             | 1  | - Paulo VI 1968                                                                                            |
| Bolívia              | 2  | - João Paulo II 1988 - Francisco 2015                                                                      |
| Brasil               | 6  | - João Paulo II 1980, 1982, 1991, 1997 - Bento XVI 2007 - Francisco 2013                                   |
| Canadá               | 4  | - João Paulo II 1984, 1987, 2002 - Francisco 2022                                                          |
| Chile                | 2  | - João Paulo II 1987 - Francisco 2018                                                                      |
| Colômbia             | 3  | - Paulo VI 1968 - João Paulo II 1986 - Francisco 2017                                                      |
| Costa Rica           | 1  | - João Paulo II 1983                                                                                       |
| Cuba                 | 4  | - João Paulo II 1998 - Bento XVI 2012 - Francisco 2015, 2016                                               |
| Curaçao              | 1  | - João Paulo II 1990                                                                                       |
| El Salvador          | 2  | - João Paulo II 1983, 1996                                                                                 |
| Equador              | 2  | - João Paulo II 1985 - Francisco 2015                                                                      |
| Estados Unidos       | 10 | - Paulo VI 1965 - João Paulo II 1979, 1981, 1984, 1987, 1993, 1995, 1999 - Bento XVI 2008 - Francisco 2015 |
| Guatemala            | 3  | - João Paulo II 1983, 1996, 2002                                                                           |
| Haiti                | 1  | - João Paulo II 1983                                                                                       |
| Honduras             | 1  | - João Paulo II 1983                                                                                       |
| Jamaica              | 1  | - João Paulo II 1993                                                                                       |
| México               | 7  | - João Paulo II 1979, 1990, 1993, 1999, 2002 - Bento XVI 2012 - Francisco 2016                             |
| Nicarágua            | 2  | - João Paulo II 1983, 1996                                                                                 |
| Panamá               | 2  | - João Paulo II 1983 - Francisco 2019                                                                      |
| Paraguai             | 2  | - João Paulo II 1988 - Francisco 2015                                                                      |
| Peru                 | 3  | - João Paulo II 1985, 1988 - Francisco 2018                                                                |
| Porto Rico           | 1  | - João Paulo II 1984                                                                                       |
| República Dominicana | 3  | - João Paulo II 1979, 1984, 1992                                                                           |
| Santa Lúcia          | 1  | - João Paulo II 1986                                                                                       |
| Trindade e Tobago    | 1  | - João Paulo II 1985                                                                                       |
| Uruguai              | 2  | - João Paulo II 1987, 1988                                                                                 |
| Venezuela            | 2  | - João Paulo II 1985, 1996                                                                                 |

## Ásia
| País/território        |   | Papa e o ano da visita                                                 |
| ---------------------- | - | ---------------------------------------------------------------------- |
| Bahrein                | 1 | - Francisco 2022                                                       |
| Bangladesh             | 2 | - João Paulo II 1986 - Francisco 2017                                  |
| Cazaquistão            | 2 | - João Paulo II 2001 - Francisco 2022                                  |
| Chipre                 | 2 | - Bento XVI 2010 - Francisco 2021                                      |
| Coreia do Sul          | 3 | - João Paulo II 1984, 1989 - Francisco 2014                            |
| Emirados Árabes Unidos | 1 | - Francisco 2019                                                       |
| Filipinas              | 4 | - Paulo VI 1970 - João Paulo II 1981, 1995 - Francisco 2015            |
| Hong Kong              | 1 | - Paulo VI 1970                                                        |
| Índia                  | 3 | - Paulo VI 1964 - João Paulo II 1986, 1999                             |
| Indonésia              | 3 | - Paulo VI 1970 - João Paulo II 1989 - Francisco 2024                  |
| Irã                    | 1 | - Paulo VI 1970                                                        |
| Iraque                 | 1 | - Francisco 2021                                                       |
| Israel                 | 4 | - Paulo VI 1964 - João Paulo II 2000 - Bento XVI 2009 - Francisco 2014 |
| Japão                  | 2 | - João Paulo II 1981 - Francisco 2019                                  |
| Jordânia               | 4 | - Paulo VI 1964 - João Paulo II 2000 - Bento XVI 2009 - Francisco 2014 |
| Líbano                 | 3 | - Paulo VI 1964 - João Paulo II 1997 - Bento XVI 2012                  |
| Mianmar                | 1 | - Francisco 2017                                                       |
| Mongólia               | 1 | - Francisco 2023                                                       |
| Palestina              | 3 | - João Paulo II 2000 - Bento XVI 2009 - Francisco 2014                 |
| Paquistão              | 2 | - Paulo VI 1970 - João Paulo II 1981                                   |
| Singapura              | 2 | - João Paulo II 1986 - Francisco 2024                                  |
| Síria                  | 1 | - João Paulo II 2001                                                   |
| Sri Lanka              | 3 | - Paulo VI 1970 - João Paulo II 1995 - Francisco 2015                  |
| Tailândia              | 2 | - João Paulo II 1984 - Francisco 2019                                  |
| Timor-Leste            | 1 | - Francisco 2024                                                       |
| Turquia                | 4 | - Paulo VI 1967 - João Paulo II 1979 - Bento XVI 2006 - Francisco 2014 |

## Europa
| País/território      |                                                                           | Papa e o ano da visita                                                                                 |
| -------------------- | ------------------------------------------------------------------------- | --- |
| Albânia              | 2                                                                         | - João Paulo II 1993 - Francisco 2014                                                                  |
| Alemanha             | 6                                                                         | - João Paulo II 1980, 1987, 1996 - Bento XVI 2005, 2006, 2011                                          |
| Armênia              | 2                                                                         | - João Paulo II 2001 - Francisco 2016                                                                  |
| Áustria              | 4                                                                         | - João Paulo II 1983, 1988, 1998 - Bento XVI 2007                                                      |
| Azerbaijão           | 2                                                                         | - João Paulo II 2002 - Francisco 2016                                                                  |
| Bélgica              | 3                                                                         | - João Paulo II 1985, 1995 - Francisco 2024                                                            |
| Bósnia e Herzegovina | 3                                                                         | - João Paulo II 1997, 2003 - Francisco 2015                                                            |
| Bulgária             | 2                                                                         | - João Paulo II 2002 - Francisco 2019                                                                  |
| Croácia              | 4                                                                         | - João Paulo II 1994, 1998, 2003 - Bento XVI 2011                                                      |
| Dinamarca            | 1                                                                         | - João Paulo II 1989                                                                                   |
| Eslováquia           | 3                                                                         | - João Paulo II 1995, 2003 - Francisco 2021                                                            |
| Eslovênia            | 2                                                                         | - João Paulo II 1996, 1999                                                                             |
| Espanha              | 8                                                                         | - João Paulo II 1982, 1984, 1989, 1993, 2003 - Bento XVI 2006, 2010, 2011                              |
| Estônia              | 2                                                                         | - João Paulo II 1993 - Francisco 2018                                                                  |
| Finlândia            | 1                                                                         | - João Paulo II 1989                                                                                   |
| França               | 11                                                                        | - João Paulo II 1980, 1983, 1986, 1988, 1996, 1997, 2004 - Bento XVI 2008 - Francisco 2014, 2023, 2024 |
| Geórgia              | 2                                                                         | - João Paulo II 1999 - Francisco 2016                                                                  |
| Grécia               | 3                                                                         | - João Paulo II 2001 - Francisco 2016, 2021                                                            |
| Hungria              | 4                                                                         | - João Paulo II 1991, 1996 - Francisco 2021, 2023                                                      |
| Irlanda              | 2                                                                         | - João Paulo II 1979 - Francisco 2018                                                                  |
| Islândia             | 1                                                                         | - João Paulo II 1989                                                                                   |
| Itália               | Sede espiritual do catolicismo, onde está enclavada a Cidade do Vaticano. | Sede espiritual do catolicismo, onde está enclavada a Cidade do Vaticano.                              |
| Letônia              | 2                                                                         | - João Paulo II 1993 - Francisco 2018                                                                  |
| Liechtenstein        | 1                                                                         | - João Paulo II 1985                                                                                   |
| Lituânia             | 2                                                                         | - João Paulo II 1993 - Francisco 2018                                                                  |
| Luxemburgo           | 2                                                                         | - João Paulo II 1985 - Francisco 2024                                                                  |
| Macedônia do Norte   | 1                                                                         | - Francisco 2019                                                                                       |
| Malta                | 5                                                                         | - João Paulo II 1990, 1990, 2001 - Bento XVI 2010 - Francisco 2022                                     |
| Noruega              | 1                                                                         | - João Paulo II 1989                                                                                   |
| Países Baixos        | 1                                                                         | - João Paulo II 1985                                                                                   |
| Polônia              | 11                                                                        | - João Paulo II 1979, 1983, 1987, 1991, 1991, 1995, 1997, 1999, 2002 - Bento XVI 2006 - Francisco 2016 |
| Portugal             | 8                                                                         | - Paulo VI 1967 - João Paulo II 1982, 1983, 1991, 2000 - Bento XVI 2010 - Francisco 2017, 2023         |
| Reino Unido          | 2                                                                         | - João Paulo II 1982 - Bento XVI 2010                                                                  |
| Romênia              | 2                                                                         | - João Paulo II 1999 - Francisco 2019                                                                  |
| San Marino           | 2                                                                         | - João Paulo II 1982 - Bento XVI 2011                                                                  |
| Suécia               | 2                                                                         | - João Paulo II 1989 - Francisco 2016                                                                  |
| Suíça                | 6                                                                         | - Paulo VI 1969 - João Paulo II 1982, 1984, 1985, 2004 - Francisco 2018                                |
| Tchecoslováquia      | 1                                                                         | - João Paulo II 1990                                                                                   |
| Tchéquia             | 3                                                                         | - João Paulo II 1995, 1997 - Bento XVI 2009                                                            |
| Ucrânia              | 1                                                                         | - João Paulo II 2001                                                                                   |

## Oceania
| País/território  |   | Papa e o ano da visita                                      |
| ---------------- | - | ----------------------------------------------------------- |
| Austrália        | 4 | - Paulo VI 1970 - João Paulo II 1986, 1995 - Bento XVI 2008 |
| Guam             | 1 | - João Paulo II 1981                                        |
| Fiji             | 1 | - João Paulo II 1986                                        |
| Ilhas Salomão    | 1 | - João Paulo II 1984                                        |
| Nova Zelândia    | 1 | - João Paulo II 1986                                        |
| Papua-Nova Guiné | 3 | - João Paulo II 1984, 1995 - Francisco 2024                 |
| Samoa            | 1 | - Paulo VI 1970                                             |
| Samoa Americana  | 1 | - Paulo VI 1970                                             |

## Países atuais nunca visitados por papas
Dentre a maioria dos países independentes que nunca receberam um papa, seja como chefe de Estado ou como líder espiritual da Igreja Católica, estão principalmente países de domínio muçulmano, como é o caso da Arábia Saudita e da Malásia, também os países autocráticos, onde há um ceticismo do Estado em relação à religião, como China e Vietnã, ou ainda em países que seguem profundamente outras linhas religiosas, como a Rússia, Sérvia e Etiópia, muito ligadas ao cristianismo ortodoxo e, por isso, nunca tornaram realidade uma viagem papal, ou ainda países como o Nepal, muito associado ao hinduísmo, e o Butão, muito associado ao budismo.
África
1. Argélia
2. Comores
3. Djibouti
4. Eritreia
5. Etiópia
6. Libéria
7. Líbia
8. Mauritânia
9. Namíbia
10. Níger
11. Serra Leoa
12. Somália

América
1. Antígua e Barbuda
2. Barbados
3. Dominica
4. Granada
5. Guiana
6. São Cristóvão e Névis
7. São Vicente e Granadinas
8. Suriname

Antártida
1. Continente Antártico

Ásia
1. Afeganistão
2. Arábia Saudita
3. Brunei
4. Butão
5. Camboja
6. Catar
7. China
8. Coreia do Norte
9. Iêmen
10. Kuwait
11. Laos
12. Malásia
13. Maldivas
14. Nepal
15. Omã
16. Quirguistão
17. Tadjiquistão
18. Taiwan
19. Turcomenistão
20. Uzbequistão
21. Vietnã

Europa
1. Andorra
2. Belarus
3. Kosovo
4. Moldávia
5. Mônaco
6. Montenegro
7. Rússia
8. Sérvia

Oceania
1. Estados Federados da Micronésia
2. Ilhas Marshall
3. Kiribati
4. Nauru
5. Palau
6. Tonga
7. Tuvalu
8. Vanuatu

O papa Francisco empreendeu, desde 2013, uma série de viagens inéditas para países que até então nunca haviam recebido um papa, a exemplo estão os países budistas de Mianmar (2017) e Mongólia (2023), os islâmicos Emirados Árabes Unidos (2019), Iraque (2021) e Bahrein (2022) e a ortodoxa Macedônia do Norte (2019).